# Província de Iki

Mapa das províncias japonesas (1868) com a província de Iki em destaque

Iki (壱岐国, Iki no Kuni) foi uma antiga província do Japão que ocupava a área inteira da Ilha de Iki. É também conhecida como Ishū (壱州).

## História política
Iki é identificada como Ikikoku (一支國) em várias crônicas chinesas como a seção Wei-chih wo-jen chuan das Crônicas dos Três Reinos (embora escrita neste como 一大國, provavelmente um erro de escrita), o Weilüe, o Livro dos Liang e o Livro dos Sui. O Wei-chih wo-jen chuan relata três mil famílias que viviam em Iki.
A província deixou de existir com a abolição do sistema han em 1872 pelo Imperador Meiji. Iki foi fundida a outras províncias para formar a prefeitura de Nagasaki.